# Lijst van leden van de Staatscommissie voor het internationaal privaatrecht
Dit is een lijst van de leden van de Staatscommissie voor het internationaal privaatrecht.
| Naam                                    | functie                                                                                             | termijn       | opmerking                                                         |
| --------------------------------------- | --------------------------------------------------------------------------------------------------- | ------------- | ----------------------------------------------------------------- |
| mr.dr. J.A. Loeff                       | | 1908-1921     |                                                                   |
| mr.dr. F.A.C. van Lynden van Sandenburg | Opperkamerheer van de Koningin                                                                      | 1924-1928     | [ 1 ] [ 2 ]                                                       |
| mr. A. Anema                            | | 1924-1930-?   | [ 2 ]                                                             |
| mr. J. Limburg                          | | 1924-1940     | [ 2 ]                                                             |
| mr. A.S. Oppenheim                      | oud-hoogleraar aan de Rijksuniversiteit Leiden                                                      | ?-1925-?      | tevens eerste secretaris                                          |
| prof.mr. J.Ph. Suijling                 | hoogleraar aan de Rijksuniversiteit Utrecht                                                         | ?-1925-1928-? | [ 1 ] [ 2 ]                                                       |
| mr. D.W. baron van Heeckeren            | oud-administrateur-chef van de afdeling Juridische Zaken van het Departement van Buitenlandse Zaken | ?-1925-1928-? | [ 1 ] [ 2 ]                                                       |
| mr. C.D. Asser jr.                      | advocaat en procureur te Amsterdam                                                                  | ?-1925-1928-? | [ 1 ] [ 2 ]                                                       |
| mr. J. Kosters                          | Raadsheer in de Hoge Raad der Nederlanden                                                           | ?-1925-1928-? | [ 1 ] [ 2 ]                                                       |
| prof.mr.dr. J.P.A. François             | buitengewoon hoogleraar aan de Handelshogeschool van Rotterdam                                      | ?-1925-1928-? | [ 1 ] [ 2 ]                                                       |
| mr. R.B. Ledeboer                       | Advocaat-generaal bij de Hoge Raad der Nederlanden                                                  | ?-1925-1928-? | [ 1 ] [ 2 ]                                                       |
| prof.mr. E.M. Meijers                   | hoogleraar aan de Rijksuniversiteit Leiden                                                          | ?-1925-1928-? | [ 1 ] [ 2 ]                                                       |
| mr. G. van Slooten Azn.                 | Raadsheer in het Gerechtshof te 's-Gravenhage                                                       |               | in ieder geval in 1928 en niet in 1925                            |
| prof.mr. H.U. Jessurun d'Oliveira       | | 2000-2005     | vanaf 2000 tevens ondervoorzitter                                 |
| mr. J.K. Franx                          | | 2001-2009     |                                                                   |
| mr. D.H. Beukenhorst                    | | 2001-2013     |                                                                   |
| mr. Duintjer Tebbens                    | | 2001-2013     |                                                                   |
| mr. I.S. Joppe                          | | 2001-2013     |                                                                   |
| mr. L. Strikwerda                       | | 2001-2017     | vanaf 2003 tevens ondervoorzitter                                 |
| mr. A.J.S.M. Tervoort                   | | 2003-2007     |                                                                   |
| mr. C.A. Joustra                        | | 2003-2011     |                                                                   |
| prof.mr. A.V.M. Struycken               | | 2003-2011     | vanaf 2003 tevens voorzitter                                      |
| mr. G.M.C.C. Bruyninckx                 | | 2003-2011     |                                                                   |
| Prof.mr. Th.M. de Boer                  | | 2003-2015     |                                                                   |
| mr. T.M. Bos                            | | 2003-2015     |                                                                   |
| mr. P.A. van Onzenoort                  | | 2003-2015     |                                                                   |
| mr. A. Hammerstein                      | | 2003-2015     |                                                                   |
| prof.mr. M.V. Polak                     | | 2003-2015     |                                                                   |
| prof.mr. P. Vlas                        | | 2003-2015     | van 2005-2011 tevens ondervoorzitter vanaf 2011 tevens voorzitter |
| mr.drs. A.A.H. van Hoek                 | | 2005-2009     |                                                                   |
| mr. Fatih Ibili                         | | 2009-2017     |                                                                   |
| prof.mr. M.E. Koppenol-Laforce          | | 2009-2017     |                                                                   |
| mr. S.J. Schaafsma                      | | 2009-2017     |                                                                   |
| mr. J.M. van der Klooster               | | 2011-2015     |                                                                   |
| dr. S.W.E. Rutten                       | | 2011-2015     |                                                                   |

## Voetnoten en referenties
1. 1 2 3 4 5 6 7 8 9  Staatsbegroting voor het dienstjaar 1928. 2 I 5J - Bijlage A van de Memorie van Antwoord. Gearchiveerd op 23 maart 2024.
2. 1 2 3 4 5 6 7 8 9 10 11 12  Staatsbegroting voor het dienstjaar 1925. 2. I. 6. Bijlage B van de Memorie van Antwoord: Staat van de ingestelde en nog niet ontbonden Staatscommissiën (...). Gearchiveerd op 23 maart 2024.
3. 1 2 3 4 5 6  Herbenoeming leden Staatscommissie internationaal privaatrecht (12-02-2001).
4. ↑  Benoeming in Staatscommissie voor het internationaal privaatrecht (14-03-2000).
5. 1 2 3 4 5 6 7  Benoeming functionarissen Staatscommissie voor het internationaal privaatrecht (01-02-2005).
6. 1 2 3 4 5 6 7  (her)benoeming van een achttal leden van de Staatscommissie voor het internationaal privaatrecht 2009 (26-05-2009).
7. 1 2 3 4  herbenoeming van vier leden en tevens herbenoeming van de vicevoorzitter van de Staatscommissie voor het internationaal privaatrecht (22-04-2013).
8. ↑  Benoeming ondervoorzitter Staatscommissie internationaal privaatrecht (27-09-2003).
9. 1 2 3 4 5  Benoeming leden Staatscommissie voor het internationaal privaatrecht (01-07-2003).
10. 1 2 3 4  Herbenoeming leden Staatscommissie voor het internationaal privaatrecht 2007 (30-10-2007).
11. 1 2 3 4 5  Herbenoemingen Staatscommissie internationaal privaatrecht (22-03-2003).
12. 1 2 3 4  Herbenoemingen Staatscommissie voor het internationaal privaatrecht (10-04-2007).
13. 1 2 3 4 5 6  herbenoeming van vier leden en benoeming van twee leden van de Staatscommissie voor het internationaal privaatrecht (07-06-2012).
14. 1 2  herbenoeming van een tweetal leden van de Staatscommissie voor het internationaal privaatrecht, tevens inhoudende benoeming tot voorzitter van één van vorenbedoelde te herbenoemen leden (26-11-2010).